# Auerbach (Zwickau)
Auerbach ist seit dem 4. Dezember 1952 ein Stadtteil von Zwickau, das seit 2008 Kreisstadt des Landkreises Zwickau im Freistaat Sachsen ist. Der Ort liegt im Stadtbezirk Zwickau-Ost und trägt die amtliche Nummer 24.

## Geografische Lage

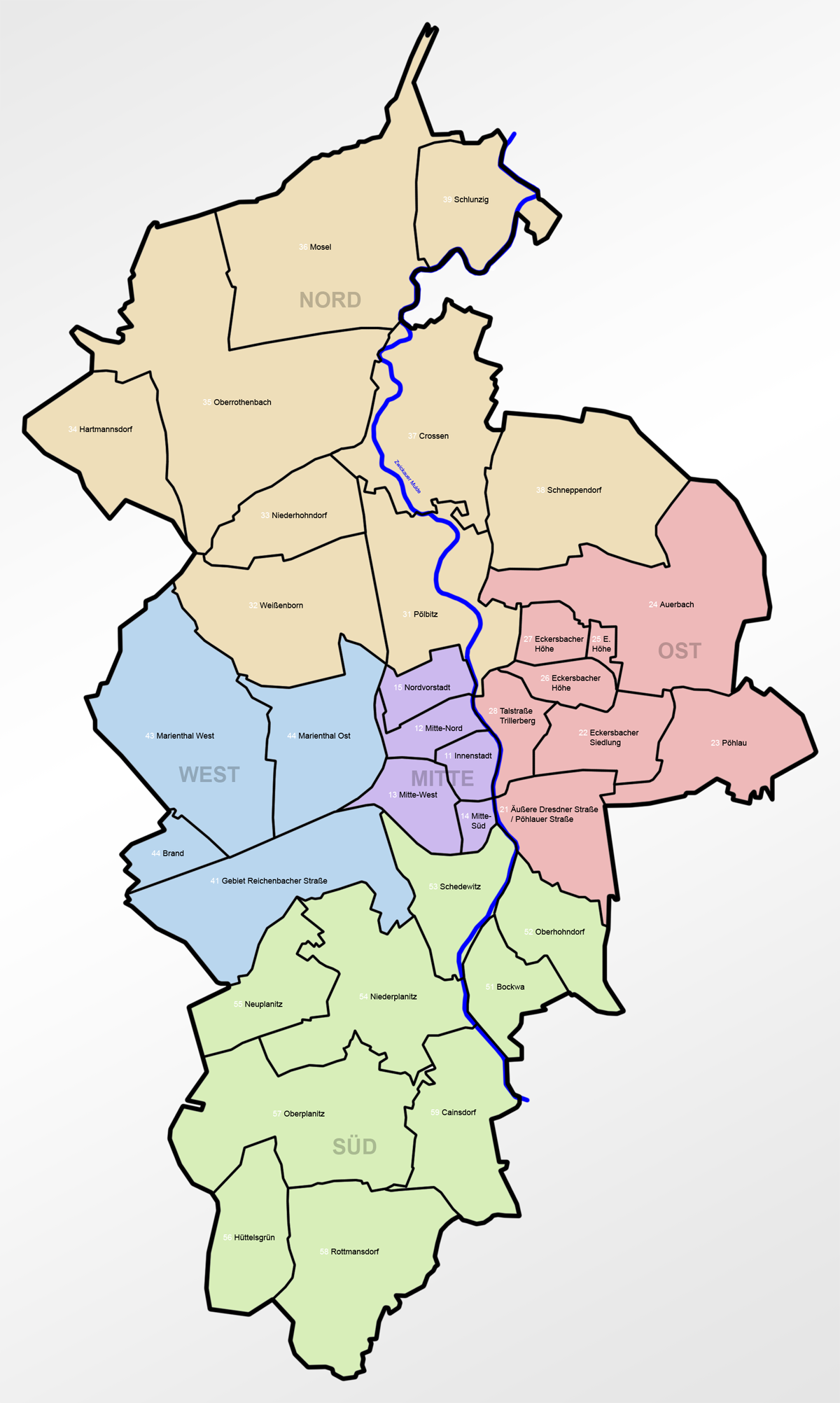
Stadtbezirke und Stadtteile von Zwickau

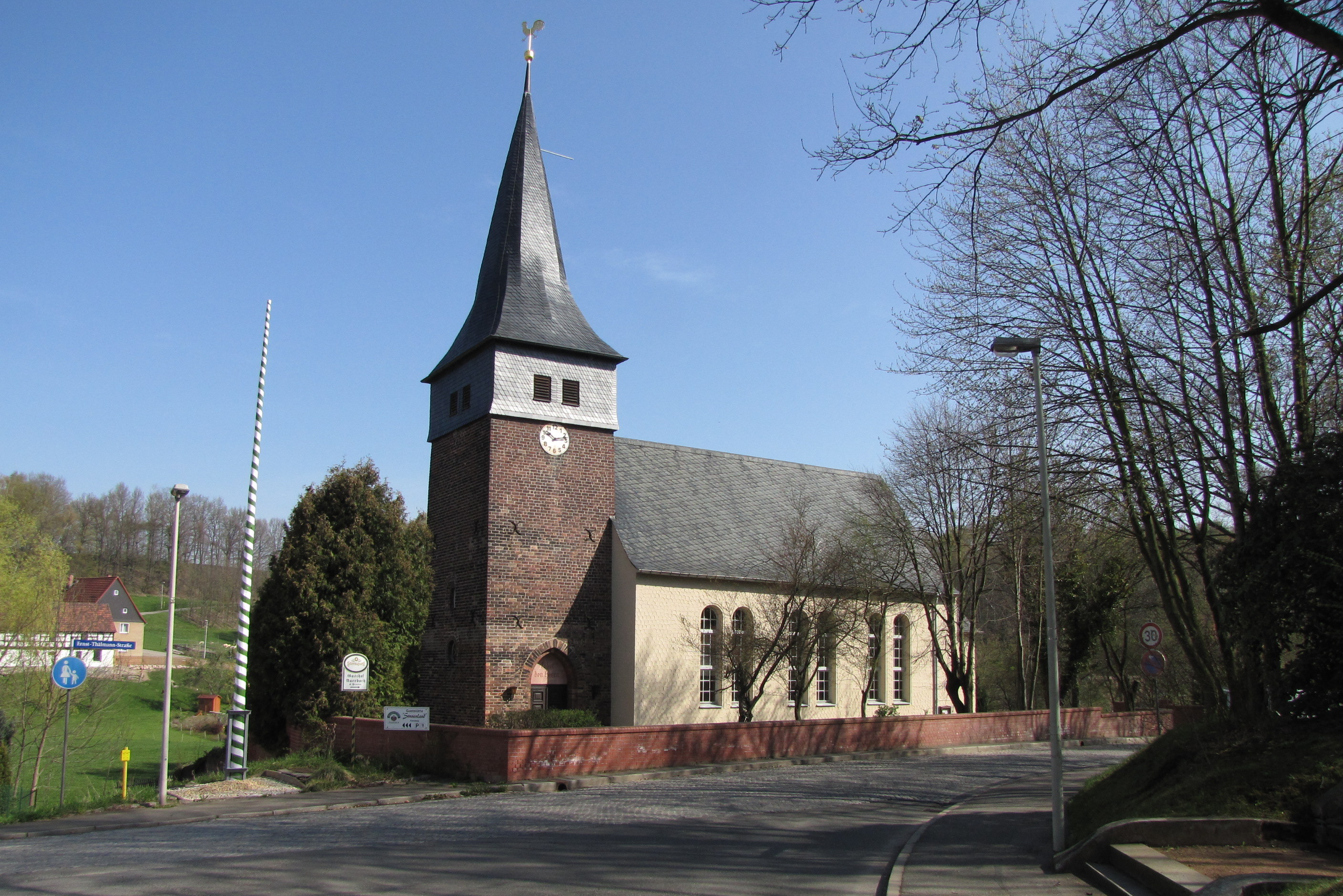
Evangelische Kirche

Auerbach liegt nordöstlich des Stadtzentrums. Im Norden grenzt Auerbach an Schneppendorf, im Süden an Eckersbach sowie an Pöhlau und im äußersten Westen an Pölbitz. Östlich grenzt Auerbach an die Gemeinde Mülsen.

## Geschichte
Auerbach wurde im Jahr 1286 erstmals erwähnt. Der Ort gehörte bis 1856 zum kursächsischen bzw. königlich-sächsischen Amt Zwickau. Im Jahr 1856 kam Auerbach zum Gerichtsamt Zwickau und 1875 zur Amtshauptmannschaft Zwickau. Bis ins 19. Jahrhundert war Auerbach landwirtschaftlich geprägt. Durch den Steinkohlebergbau im Zwickauer Revier erfuhr Auerbach einen Einwohnerzuwachs. Anfang der 1920er Jahre entstand die Siedlung an der heutigen „Karl-Marx-Straße“ als Bergarbeitersiedlung.
Im Jahr 1952 kam Auerbach zunächst zum Kreis Zwickau-Land im Bezirk Chemnitz (1953 in Bezirk Karl-Marx-Stadt umbenannt). Aus dem Kreis Zwickau-Land schied der Ort jedoch Ende des Jahres 1952 wieder aus. Am 4. Dezember 1952 wurde Auerbach zusammen mit Pöhlau und Niederhohndorf in die damals kreisfreie Stadt Zwickau eingemeindet. Die einstige Struktur Auerbachs als Waldhufendorf ist nur noch im östlichen Bereich sichtbar. Seit dem 1. Januar 1996 besteht zwischen den Kirchgemeinden in Eckersbach und Auerbach ein Schwesterkirchverhältnis. Seit dem 1. Januar 2020 gehört die Kirchgemeinde Auerbach zur Ev.-Luth. Stadtkirchgemeinde Zwickau.

### Bevölkerungsentwicklung
| Datum             | Einwohnerzahl |
| ----------------- | ------------- |
| 31. Dezember 1998 | 1554          |
| 31. Dezember 1999 | 1579          |
| 31. Dezember 2000 | 1629          |
| 31. Dezember 2001 | 1701          |
| 31. Dezember 2002 | 1740          |
| 31. Dezember 2003 | 1705          |
| 31. Dezember 2004 | 1701          |
| 31. Dezember 2005 | 1660          |
| 30. Juni 2006     | 1649          |
| 30. Juni 2016     | 1443          |

| Jahr | Einwohnerzahl (Prognose) |
| ---- | ------------------------ |
| 2010 | 1500                     |
| 2015 | 1400                     |
| 2020 | 1350                     |

Quelle: Städtebauliches Entwicklungskonzept der Stadt Zwickau 2020 (Stand: Dezember 2006) sowie Statistische Informationen der Stadt Zwickau 2006/1 bzw. 1/2016.

## Persönlichkeiten
- Friedrich Hayn (* 14. Mai 1863 in Auerbach; † 9. September 1928 in Leipzig), Astronom und Hochschullehrer